# Storzan
Storzan (Epipogium) – rodzaj roślin należący do rodziny storczykowatych (Orchidaceae). Należy do niego 5 gatunków. Gatunkiem typowym i jedynym przedstawicielem we florze Polski jest storzan bezlistny (E. aphyllum). Gatunek ten występuje niemal w całej Europie oraz północnej i wschodniej Azji. We wschodniej Azji rosną jeszcze trzy gatunki z tego rodzaju, z czego dwa są endemitami Tajwanu. Jeden gatunek – E. roseum rozprzestrzeniony jest w strefie międzyzwrotnikowej Starego Świata – środkowej Afryce, Azji południowej i południowo-wschodniej, północno-wschodniej Australii i na wyspach zachodniego Pacyfiku. 
Są to naziemne, zwykle samopylne, bezzieleniowe i bezlistne, mykotrofy endomikoryzowe.

## Morfologia
PokrójKłączowe rośliny zielne. Kłącze mięsiste, bulwiaste lub gęsto rozgałęzione (koralkowe). Pęd mięsisty, wzniesiony, biały lub żółtawobiały, nagi, z pochwiastymi łuskami w węzłach.
KwiatyZebrane w liczbie kilku lub wielu w szczytowy, groniasty kwiatostan. Kwiaty wsparte są błoniastymi przysadkami lancetowo-jajowatego kształtu. Kwiaty są przekręcone lub nie, zwykle zwieszone na cienkich szypułkach. Listki okwiatu niezróżnicowane, wolne, stulone lub rozpostarte, barwy żółtawobiałej z fioletowymi lub czerwonymi plamkami. Warżka szerokojajowata, mięsista i wydęta, u nasady z ostrogą, zakończona jedną całobrzegą klapką lub trzema klapkami. Prętosłup krótki, mięsisty, bez stopy, z dwiema pyłkowinami.
OwoceTorebki elipsoidalne lub jajowate, zwykle szybko dojrzewające.

## Systematyka
Pozycja systematyczna
Rodzaj sklasyfikowany do podplemienia Epipogiinae w plemieniu Nervilieae, podrodzina epidendronowe (Epidendroideae), rodzina storczykowate (Orchidaceae), rząd szparagowce (Asparagales) w obrębie roślin jednoliściennych.
Wykaz gatunków
- Epipogium aphyllum Sw. – storzan bezlistny
- Epipogium japonicum Makino
- Epipogium kentingense T.P.Lin & Shu H.Wu
- Epipogium meridianum T.P.Lin
- Epipogium roseum (D.Don) Lindl.